# Cetonana laticeps
Espèce
Synonymes
- Drassus laticeps Canestrini, 1868
- Trachelas nitescens L. Koch, 1872
- Selamia unicolor Simon, 1873

Cetonana laticeps est une espèce d'araignées aranéomorphes de la famille des Trachelidae.

## Distribution
Cette espèce se rencontre en Europe et en Turquie.

## Description

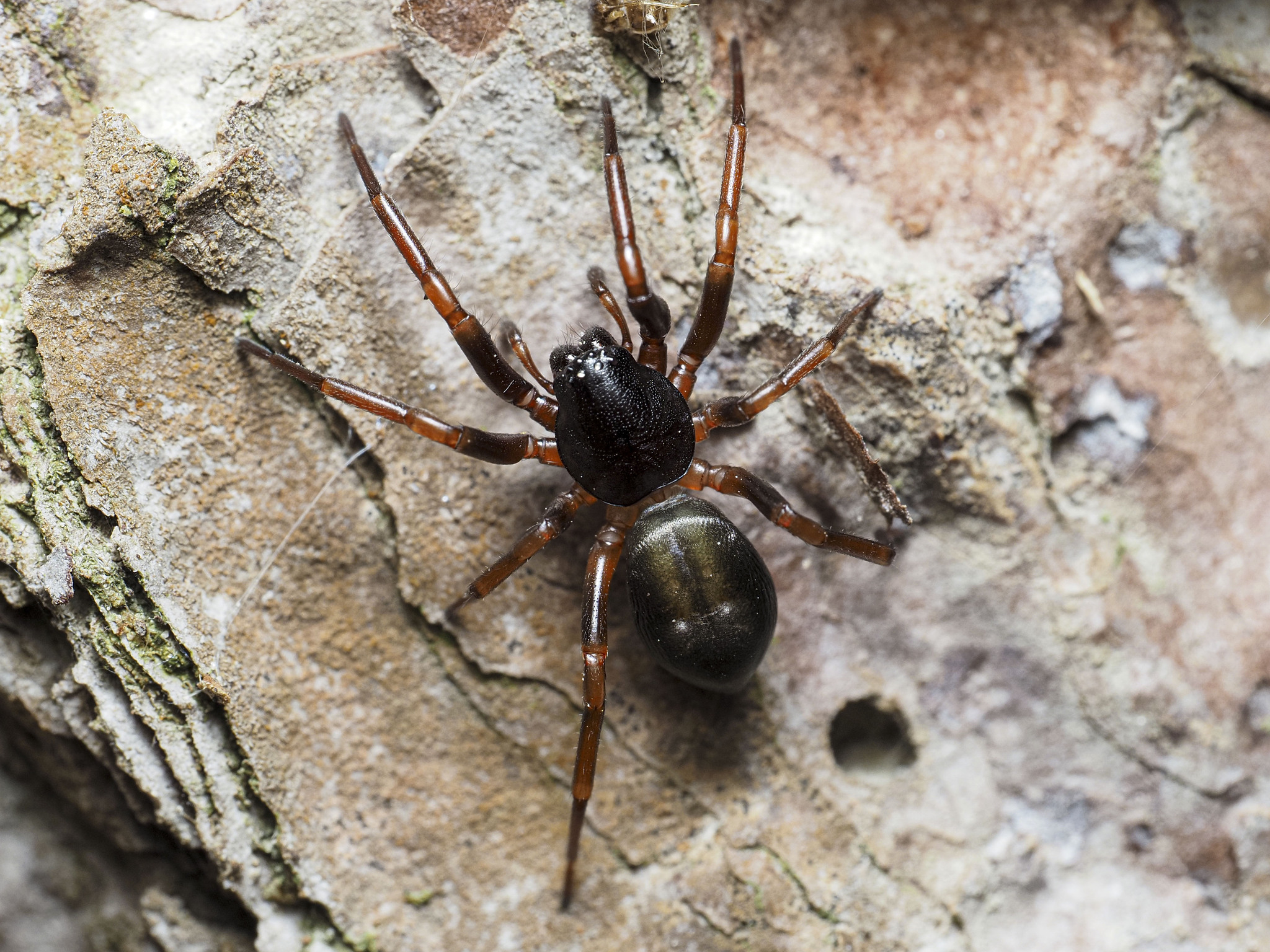
Cetonana laticeps

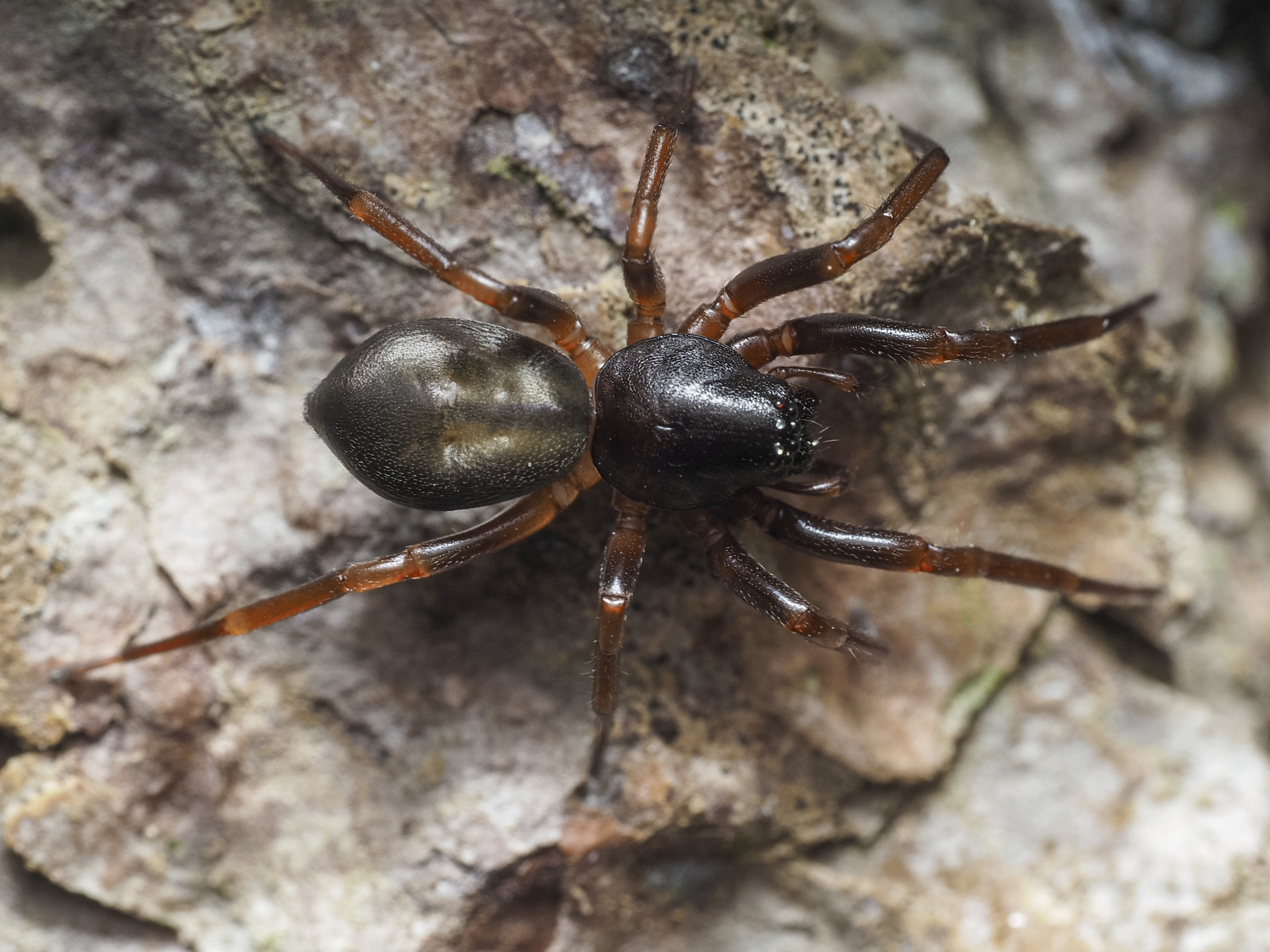
Cetonana laticeps

Les mâles mesurent de 5 à 6 mm et les femelles de 5,3 à 7,2 mm.

## Systématique et taxinomie
Cette espèce a été décrite sous le protonyme Drassus laticeps par Canestrini en 1868. Elle est placée dans le genre Ceto par Simon en 1932. Ceto Simon, 1932 étant préoccupé par Ceto Gistel, 1848, il est remplacé par Cetonana par Strand en 1929.
Trachelas nitescens et Selamia unicolor ont été placées en synonymie par Simon en 1932.

## Publication originale
- Canestrini, 1868 : « Nuove aracnidi italiani. » Annuario della Società dei Naturalisti in Modena, vol. 3, p. 190-206.